# Автономия (1903)
Вижте пояснителната страница за други значения на Автономия.
„Автономия“ е български вестник, излизал в 3 броя в София през август 1903 година.
Подзаглавието му е Задграничен лист на Вътрешната македоно-одринска революционна организация. Излиза всяка събота.
Вестникът е редактиран от Тома Карайовов и се печата в Придворната печатница и в печатницата на Георги А. Ножаров. В първия брой е публикувана „Декларация на ВМОРО“, подписана от задграничните представители Христо Татарчев и Христо Матов. Във втория броя от 10 август е съобщено за обявяването на Илинденско-Преображенското въстание, а третият и последен е изпълнен с информации за хода на въстанието.
Вестникът издава френскоезичната притурка „Бюлтен дьо л'Отономи“.